# 1324 Knysna
1324 Knysna је астероид главног астероидног појаса са средњом удаљеношћу од Сунца која износи 2,184 астрономских јединица (АЈ).
Апсолутна магнитуда астероида је 12,7 а геометријски албедо 0,056.